# Bombylius audcenti
Bombylius audcenti är en tvåvingeart som beskrevs av John Bowden 1984. Bombylius audcenti ingår i släktet Bombylius och familjen svävflugor.
Artens utbredningsområde är Marocko. Inga underarter finns listade i Catalogue of Life.